# Алексеев, Игорь Павлович
Игорь Павлович Алексеев (род. 27 декабря 1972, Боровлянка, Курганская область) — российский тяжелоатлет, чемпион мира (1995), участник Олимпийский игр (1996). Заслуженный мастер спорта России (1996). Судья 1-й категории по тяжёлой атлетике.

## Биография
Игорь Павлович Алексеев родился 27 декабря 1972 года в селе Боровлянке Боровлянского сельсовета Притобольного района Курганской области, ныне село входит в Притобольный муниципальный округ той же области.
С 1991 года по 1998 годы выступал за Школу высшего спортивного мастерства Республики Башкортостан, весовая категория — до 91 кг (тренер Павел Сергеевич Горулев). В 1993—1997 годах — член сборной России.
В 20 лет стал чемпионом Европы по тяжёлой атлетике среди юниоров, а годом ранее в 1991 году был чемпионом России.
С 2007 года тренер женской молодёжной (юниорки) команды РФ по тяжёлой атлетике, с 2010 года — старший тренер. Работал в Федеральном государственном бюджетном учреждении «Центр спортивной подготовки сборных команд России» (ФГБУ ЦСП), город Уфа.
Был соучредителем ООО «Маи-Ремстрой» (зарегистрировано 5 февраля 2003 года, ликвидировано 24 января 2017 года).
Был соучредителем Региональной общественной организации «Спортивная Федерация тяжелой атлетики Республики Башкортостан» (зарегистрирована 28 июня 2007 года, ликвидирована 21 февраля 2017 года).
Был соучредителем Региональной общественной организации «Федерация тяжелой атлетики Республики Башкортостан» (зарегистрирована 8 ноября 2016 года) до 15 декабря 2021 года.
С 2022 года работает в Ямало-Ненецком автономном округе. Старший тренер ГАУ ЯНАО «ЦСП», город Салехард.
Судья 1-й категории по тяжёлой атлетике.

## Результаты
- Чемпионат России по тяжёлой атлетике среди юниоров (1991) — 1 место
- Чемпионат Европы по тяжёлой атлетике среди юниоров (1992) — 1 место
- Чемпионат Европы по тяжёлой атлетике (1993) — 5 место (3 место в рывке)
- Чемпионат России по тяжёлой атлетике (1993) — 1 место
- Чемпионат Европы по тяжёлой атлетике (1994) — 5 место (1 место в рывке)
- Чемпионат мира по тяжёлой атлетике (1995) — 1 место (180,0 кг (рывок) + 210,0 кг (толчок) = 390,0 кг)
- Олимпийские игры в Атланте (1996) — 5 место (2 место в рывке, 182,5 кг (рывок) + 205,0 кг (толчок) = 387,5 кг)
- Чемпионат России по тяжёлой атлетике (1997) — 1 место
- Кубок России по тяжёлой атлетике (1997) — 2 место
- Чемпионат России по тяжёлой атлетике (1998) — 2 место

## Награды и звания
- Мастер спорта России международного класса, 1992 год
- Заслуженный мастер спорта России, 1996 год
- Почётный знак «Выдающийся спортсмен Республики Башкортостан», 1995 год